# Beechcraft Bonanza

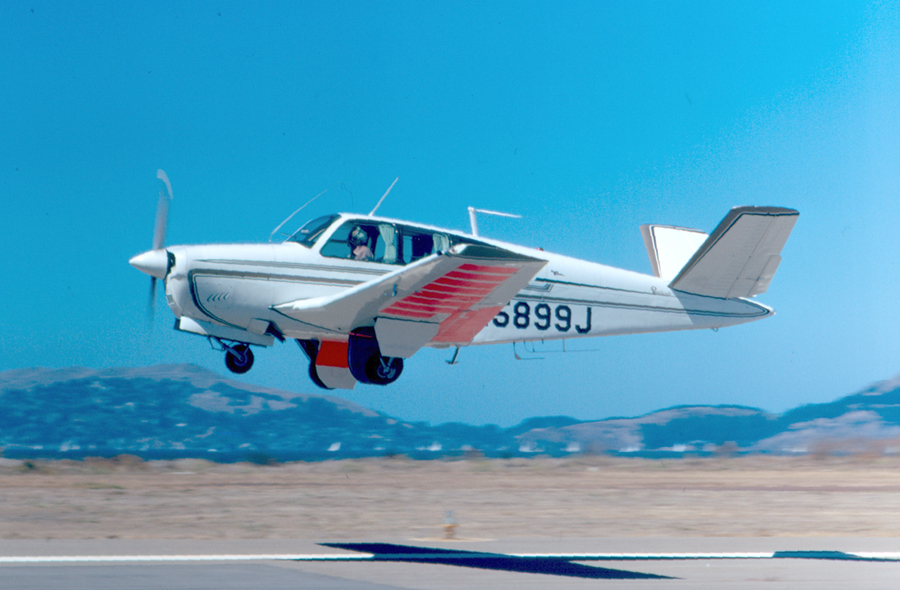
Beechcraft 35 Bonanza met V-tail (1975)

De Beechcraft Bonanza is een Amerikaans eenmotorig laagdekker sportvliegtuig. Het toestel maakte zijn eerste vlucht op 22 december 1945. Totaal zijn er door de firma Beechcraft, inclusief alle varianten, meer dan 17.000 van gemaakt. Het toestel wordt nog steeds gebouwd en is het langst geproduceerde vliegtuig uit de geschiedenis van de luchtvaart.
Tijdens de introductie vlak na de Tweede Wereldoorlog was de geheel van metaal geconstrueerde Bonanza een snel en modern toestel. Met zijn twee staartvlakken in V-vorm, gestroomlijnde romp en intrekbaar landingsgestel was het een karakteristieke verschijning. In 1982 verliet de laatste Bonanza met V-staart de fabriek. De latere modellen hadden allemaal weer een conventioneel staartvlak.
De Rijksluchtvaartschool (RLS) op vliegveld Eelde heeft in totaal zeventien Beechcraft Bonanza's als lesvliegtuig in gebruik gehad.

## Belangrijkste modellen

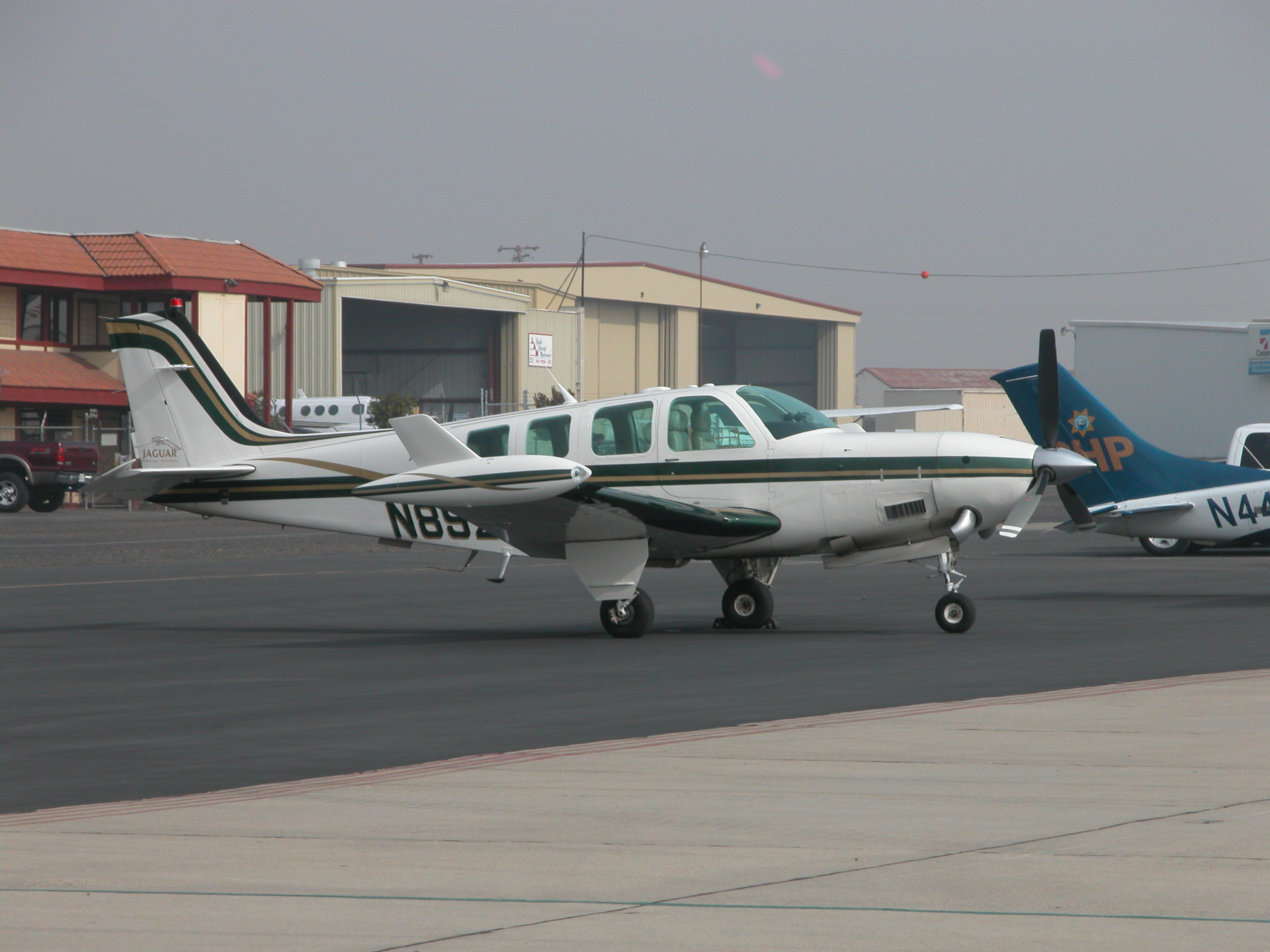
Beechcraft 36 Bonanza met 2 extra ramen en 6 zitplaatsen

Model 35 Bonanza(1947-1982) Karakteristieke V-tail versie (2 staartvlakken in V-vorm).
Model 33 Debonair(1960–1995) Lager geprijsd basismodel met conventionele staartvlakken.
Model 36 Bonanza(1968-heden) Verlengde Model 33 met twee extra ramen en totaal zes zitplaatsen. Vanaf 2006 wordt model G36 geleverd met een Garmin G1000 glass cockpit. Voortgedreven door een Continental IO-550-B 300 pk, (220 kW) zescilinder boxermotor.
Model 36 QU-20Militaire versie voor inlichtingentaken.
Deze modellen zijn geleverd in tientallen verschillende uitvoeringen met Continental en Lycoming motoren, met en zonder turbolader. Het eerste Model 35 Bonanza had vier zitplaatsen, één voor de piloot plus drie passagiers. In latere uitvoeringen zijn extra ramen en deuren voor een optionele vijfde en zesde zitplaats toegevoegd.
Model 50 Twin Bonanza(1951-1961) Tweemotorige versie van de Bonanza (2 x 260pk Continental) met een 30cm bredere romp. Uit de Twin Bonanza kwamen ook de tweemotorige Beechcraft Queen Air (1960-1978) en de Beechcraft Baron (1961-heden) voort.

## Prominente ongevallen
- Op 3 februari 1959 verongelukten de rocksterren Buddy Holly, Ritchie Valens en The Big Bopper vlak na de start met een Beechcraft Bonanza 35 tijdens slecht weer. Dit ongeluk is bekend geworden als 'The day the music died'.
- Op 31 juli 1964 kwamen de countryster Jim Reeves en zijn pianist Dean Manuel om het leven toen hun Beechcraft Debonair tijdens een onweersbui in de problemen raakte.
- Op 7 februari 1981 crashte Apple Computer-medeoprichter Steve Wozniak zijn Beechcraft Bonanza tijdens de start. Wozniak overleefde het ongeval, maar liep wel tijdelijk geheugenverlies op.
- Op 19 maart 1982 kwam Randy Rhoads, gitarist bij Ozzy Osbourne, om het leven door een bizar vliegongeval. Tijdens een gewaagde low pass van de Bonanza 35 waarin hij meevloog raakte een vleugel de tourbus van de band, waarna het vliegtuig zich in een nabijgelegen woonhuis boorde. Ook de piloot en een medepassagier overleefden het ongeval niet.
- Op 8 juni 2000 kwamen twee RLS Bonanza 36 lestoestellen tijdens een formatievlucht boven Smilde met elkaar in botsing. Er vielen hierbij drie doden en twee zwaargewonden te betreuren. Beide toestellen werden onherstelbaar beschadigd.[2]

## Specificaties

Beechcraft 35 Bonanza

- Type: Beechcraft G36 Bonanza (2011)
- Fabriek: Beechcraft
- Ontwerper: Ralph Harmon
- Bemanning: 1
- Passagiers: 5
- Lengte: 8,38 m
- Spanwijdte: 10,21 m
- Hoogte: 2,62 m
- Leeg gewicht: 1142 kg
- Maximum gewicht: 1656
- Motor: 1 × Continental IO-550-B zescilinder boxermotor, 300 pk (220 kW)
- Propeller: Drieblads Hartzell Propeller, 2,03 m diameter
- Eerste vlucht: 22 december 1945
- Aantal gebouwd: 17.000+

Prestaties
- Kruissnelheid: 326 km/u
- Plafond: 5600 m
- Vliegbereik: 1326 km (volledige belading)
- Klimsnelheid: 6,2 m/s

## Vergelijkbare vliegtuigen
- Mooney M20
- Piper Comanche
- Bellanca Cruisair
- Cessna 210 Centurion
- Socata TBM